# کارکس پانیسیا
کارکس پانیسیا (نام علمی: Carex panicea) نام یک گونه از سرده جگن است.